# Alan Mullery
Alan Patrick Mullery (Notting Hill, 23 novembre 1941) è un ex calciatore e allenatore di calcio inglese, di ruolo centrocampista.

## Carriera
Da calciatore giocò complessivamente 8 stagioni nel Fulham e 6 nel Tottenham Hotspur; di entrambe è stato il capitano.
Con gli Spurs collezionò 373 presenze e 30 gol vincendo la Coppa UEFA 1971-1972 (segnando un gol nella finale di ritorno), una FA Cup ed una League Cup.
Nell'Inghilterra disputò il campionato d'Europa 1968 e il campionato del mondo 1970, indossando una volta la fascia di capitano. Mullery detiene anche un record personale: è stato il primo calciatore inglese ad essere espulso in una partita internazionale, nel 1968 contro la Jugoslavia.
Appesi gli scarpini al chiodo intraprese la carriera di allenatore, ma non allenò mai squadre di prima fascia.
Attualmente è un commentatore televisivo e lavora per Sky Sports.

## Palmarès

### Club

#### Competizioni nazionali
- Coppa d'Inghilterra: 1

Tottenham: 1966-1967
- Charity Shield: 1

Tottenham: 1967
- Coppa di Lega inglese: 1

Tottenham: 1970-1971

#### Competizioni internazionali
- Coppa di Lega Italo-Inglese: 1

Tottenham: 1971
- Coppa UEFA: 1

Tottenham: 1971-1972

### Individuale
- Giocatore dell'anno della FWA: 1

1975